# أحمد نوفل (لاعب كرة قدم)
أحمد نوفل هو لاعب كرة قدم أردني في مركز الهجوم، ولد في 2 مايو 1987 في مدينة عمان في الأردن. شارك مع منتخب الأردن تحت 20 سنة لكرة القدم. أما مع النوادي، فقد لعب مع النادي الأهلي ونادي الجزيرة ونادي اليرموك ونادي شباب الأردن.